# Anthony Musaba
Anthony Musaba (sinh ngày 6 tháng 12 năm 2000) là cầu thủ bóng đá chuyên nghiệp người Hà Lan hiện đang thi đấu ở vị trí tiền đạo cho câu lạc bộ Sheffield Wednesday tại EFL Championship.

## Sự nghiệp thi đấu

### NEC Nijmegen
Khoảng tháng 4 năm 2019, sau khi ra mắt đội 1, Musaba là một trong 4 cầu thủ ký hợp đồng với NEC Nijmegen. Cùng tháng đó, anh ta ra mắt đội trong trận đấu thuộc khuôn khổ Eerste Divisie trước FC Volendam.
Anh ta ghi được 7 bàn thắng và 5 kiến tạo trong 25 lần ra sân thi đấu trong mùa giải 2019–20, mùa giải đó bị gián đoạn do COVID-19.

### Monaco
Vào tháng 6 năm 2020, Musaba ký hợp đồng 5 năm với AS Monaco.
Vào ngày 24 tháng 8 năm 2020, anh ta được Cercle Brugge cho mượn.
Vào ngày 31 tháng 8 năm 2021, anh ta được Heerenveen cho mượn.
Vào ngày 29 tháng 8 năm 2022, anh ta gia nhập Metz theo dạng cho mượn. Vào ngày 4 tháng 1 năm 2023, Musaba quay trở lại NEC theo dạng cho mượn.

### Sheffield Wednesday
Vào ngày 3 tháng 8 năm 2023, Musaba gia nhập câu lạc bộ Sheffield Wednesday tại EFL Championship với một khoản phí không được tiết lộ. Anh có trận ra mắt từ băng ghế dự bị trong trận gặp Southampton vào ngày 4 tháng 8 năm 2023.

## Đời tư
Musaba được sinh ra bởi bố mẹ người Congo. Anh em sinh đôi, Richie, cũng là một cầu thủ bóng đá.